# Akacje kwitną
Akacje kwitną (oryg. tyt. jidysz Akacjes blien / אַקאַציעס בליִען) – tom montaży literackich napisany w języku jidysz przez Deborę Vogel, lwowiankę, wydany w oryginale w 1935 r. 
Rok później ukazał się autorski przekład tomu na język polski. W roku 2006 krakowska oficyna "Austeria" wydała Akacje kwitną, pierwsze powojenne wydanie twórczości Vogel, publikacja została wzbogacona o dalsze utwory Debory Vogel, pisane w jidysz i nigdy wcześniej nie publikowane. Książka ilustrowana jest pracami Henryka Strenga. Autorką posłowia i tłumaczeń jest Karolina Szymaniak.

## Treść
Tom opowiadań, "montaży", jak je nazywała Debora Vogel, zrodził się nie tylko z (dziś zaginionej) korespondencji z Brunonem Schulzem, ale przede wszystkim z jej własnych, oryginalnych teorii estetycznych. Montaż miał być nową formą literacką pozwalającą ująć doświadczenie nowoczesności. Swym tekstom starała się nadać cechy gazetowego reportażu, kompozycji złożonych z pojedynczych szybkich ujęć, jak gdyby nie poddanych selekcji. Vogel fascynowała się nowymi prądami w sztuce i literaturze - m.in. kubizmem, konstruktywizmem. Pierwsze, najwcześniejsze montaże to próba językowego oddania doświadczeń i formalnych osiągnięć tych prądów malarskich. Kolejne jednak stanowią próbę zmierzenia się z powracającymi w latach trzydziestych postulatami sztuki zaangażowanej, aktualnej, są odpowiedzią na kryzys, jakiego doświadcza ówczesna Europa - w wymiarze kulturowym społecznym i politycznym. Nowy realizm Vogel nie stanowi jednak powrotu do dawnych sposobów przedstawiania świata, jest to realizm, który przeszedł doświadczenie sztuki awangardowej i jej estetyce jest najbliższy. Literackie próby Vogel stanowią paralelę do tego, co działo się w ówczesnym malarstwie - m.in. w lwowskiej grupie "Artes", z którą była związana, można je również zestawiać z niemieckim realizmem magicznym spod znaku Nowej Rzeczowości. W ostatnich montażach coraz silniejsze jest przeczucie nadchodzącej wojny.
Bohaterowie Vogel, umyślnie schematyczni i podobni do manekinów, spacerują ulicami nowoczesnego miasta - prowincjonalnego Lwowa albo paryskiej metropolii. Wyzbyci cech indywidualnych, schematycznie wykonują kolejne czynności. Zajęci są głównie udziałem w konsumpcyjnym wymiarze życia. Nie żyją naprawdę, tylko - jak powie Vogel - "odrabiają życie", nie doświadczają go, a jedynie przez nie przechodzą. A jednak ci kelnerzy, fryzjerki, ondulowane damy, robotnicy i żołnierze, są bardzo ludzcy, kiedy zatracają się w namiętnym tangu - tańcu bliskim i miłości, i śmierci. 